# Бела Міклош
Бе́ла Мі́клош (угор. Dálnoki Miklós Béla; *11 червня 1890, Будапешт — †21 листопада 1948, Будапешт) — угорський політик та військовий діяч. Генерал Королівської Угорської Армії. Перший прем'єр-міністр маріонеткового уряду Угорщини в 1944-1945 роках, створеного сталіністами. Син — в'язень комуністичних концтаборів.
Кавалер Лицарського хреста Залізного хреста (4 грудня 1941).

## Походження та освіта
Міклош був родом з бідних шляхтичів-секеїв, які традиційно служили в армії. Навчався до 1907 у Вищій реальній гонведській школі в Оденбурзі, завершив навчання 1910 у військовій Академії Ludoviceum у званні лейтенанта.

## Перша світова війна і міжвоєнний період
Під час Першої світової війни Міклош служив на різних фронтах, потім у Генеральному штабі Австро-угорської цісарської армії. Після закінчення війни він короткий час, 1920-1921, став викладачем військової Академії Ludoviceum, після чого працював у військовому міністерстві.
З 1929 року Міклош займав посаду заступника керівника Військової канцелярії угорського регента адмірала Міклоша Горті. 1933-1936 Міклош був військовим аташе в Берліні, після чого був призначений командиром полку. Прослуживши після цього ще на кількох військових посадах, він у жовтні 1942 був призначений директором канцелярії регента Горті.

## Друга світова війна
З 1936 року Міклош служив у різних військових частинах. На посаді командира угорського «Швидкого корпусу» (Gyorshadtest) в складі 24 000 осіб він з 1940 по 1942 брав участь в операції «Барбаросса» і був підпорядкований групі армій «Південь» під командуванням фон Рундштедта. З 1942 по 1944 рр. обіймав посаду начальника військової канцелярії регента Горті, а 1943 отримав звання генерал-полковника (Vezérezredes).
Як довірена особа Горті, Міклош зустрівся 21 липня 1944 р. з Адольфом Гітлером, щоб переконати його в лояльності Угорщини після замаху 20 липня та, водночас, переконати лідера Німеччини про необхідність відводу угорських військ із східного фронту.
Міклош очолив 1-у угорську армію з 1 серпня 1944 року. Оскільки його армія зазнала значних втрат під час боїв з радянськими військами у Карпатах, Міклош виступав за сепаратний мир із противниками Німеччини і про вихід Угорщини з війни. 16 жовтня Міклошу наказано з'явитись у ставку німецького генерала Г. Гайнріца, і той, побоюючись арешту, утік наступного дня на радянський бік до українського містечка Лісько поблизу міста Перемишля.
На вимогу совєтського командування, Міклош звернувся через радіо із закликом до угорських офіцерів про перехід Першої угорської армії на бік СРСР. У свою чергу, совєтське командування спочатку планувало озброїти угорців, що перейшли на їх бік і створити з них нові формування. Однак угорські офіцери відмовилися здаватися та проігнорували звернення Міклоша; лишень один командир полку таки зрадив присягу, але був арештований німцями і страчений.

## Тимчасовий уряд
21 грудня 1944 р. в Дебрецені була скликана Тимчасова асамблея, що складалася з представників комуністів, Партії дрібних сільських господарів, соціал-демократів, представників Селянської та Громадянської партій. Асамблея обрала маріонетковий Тимчасовий уряд, який очолив Бела Міклош. Його тримали на цій посаді до проведення наступного інсценування виборів 15 листопада 1945.

## Післявоєнний період
Ще до парламентських виборів 1947 Міклош вступив до Угорської партії незалежності, в якій відіграв провідну роль. Хоча й був обраний до парламенту, комуністи позбавили його мандату. Після заборони на політичну діяльність, Міклош та його сім'я зазнали переслідувань, син був відправлений у концтабір. Коли Міклош помер в Будапешті 21 листопада 1948, його поховали без військових почестей.